# Rio Grande (álbum)
Rio Grande é o primeiro albúm da superbanda portuguesa com o mesmo nome. Todos os seus temas foram escritos por João Monge e compostos por João Gil. O álbum foi o mais vendido em Portugal no Natal de 1996, atingindo rapidamente vendas superiores a 40 000 exemplares, tornando-se disco de platina.
Deste álbum foram extraídos os singles "Postal dos correios" e "Dia de passeio".

## Descrição do álbum
O álbum é o resultado da colaboração de Rui Veloso, Tim, João Gil, Jorge Palma, Vitorino e João Monge. As faixas descrevem a vida de um rapaz, alentejano, que migra para grande cidade. A história é contada desde a sua infância até à velhice, com alguns temas a descreverem ritos de passagem como a inspeção militar, casamento e o primeiro emprego. Aclamado pelo público, este disco veio a ter um sucessor, interpretado ao vivo no Coliseu dos Recreios, onde grande parte das músicas originais são tocadas (Outubro de 1997).

## Faixas
1. A fisga 2:40
2. O caçador da adiça 3:12
3. Fui às sortes 3:06
4. O dia do nó 2:23
5. O sobrescrito 3:33
6. Lisnave 3:53
7. Dia de passeio 4:07
8. Postal dos correios 2:39
9. Senta-te aí 2:47
10. Ponte do Guadiana 3:05
11. Senta-te aí (instrumental) 2:57